# Dublin City University
Die Dublin City University (kurz: DCU; irisch Ollscoil Chathair Bhaile Átha Cliath), eine der vier Universitäten von Dublin, befindet sich im Stadtteil Glasnevin im Norden der irischen Hauptstadt Dublin. Gegründet 1975 als National Institute for Higher Education, Dublin nahm die Hochschule 1980 erstmals Studenten auf und wurde 1989 zusammen mit der NIHE Limerick (heute die University of Limerick) in den Universitätsrang erhoben. Sie ist somit die jüngste Universität Dublins und 383 Jahre jünger als Trinity College Dublin. Charakteristisch für die DCU sind vor allem der moderne Campus aber auch die vergleichsweise hohe Zahl an Forschungsprojekten.
Zurzeit studieren etwa 12.000 Studenten an der Universität und es werden 440 Mitarbeiter beschäftigt.
2016 nahm die DCU vier weitere ehemals kirchliche Hochschul- und Weiterbildungsanstalten aus Dublin auf: Das ehemals anglikanische Church of Ireland College of Education sowie die zuvor römisch-katholischen All Hallows College, Dei Institute of Education und St Patrick’s College. Sie sind nun Teil des DCU Institute of Education, das vor allem Lehrer ausbildet.
Die Dublin City University Business School ist Teil des Hochschulnetzwerkes International Partnership of Business Schools und bietet Doppeldiplomstudiengänge unter anderem mit der Hochschule Reutlingen an. Mitglied der Fakultät ist der ehemalige irische Premierminister John Bruton.

## Campus und Fakultäten

### Liegenschaften
Die Universität hat fünf Campi, die sich teilweise aus den eingegliederten ehemals konfessionellen Colleges ergeben:
- Der Main Campus in Glasnevin
- Sport Campus St Clare's
- DCU Alpha Innovation Campus, Glasnevin
- St Patrick’s Campus in Drumcondra
- All Hallows Campus, Drumcondra

### Fakultäten
DCU Business School
Faculty of Engineering & Computing
- School of Computing
- School of Electronic Engineering
- School of Mechanical and Manufacturing Engineering

Faculty of Humanities & Social Sciences
- School of Applied Language & Intercultural Studies (SALIS)
- School of Communications
- School of Law & Government
- School of English
- School of History and Geography
- School of Theology, Philosophy, and Music
- Fiontar & Scoil na Gaeilge

DCU Institute of Education
- School of Arts Education & Movement
- School of Human Development
- School of Inclusive & Special Education
- School of Language, Literacy & Early Childhood Education
- School of Policy & Practice
- School of STEM Education, Innovation & Global Studies

Faculty of Science & Health
- School of Biotechnology
- School of Chemical Sciences
- School of Health & Human Performance
- School of Mathematical Sciences
- School of Nursing, Psychotherapy and Community Health
- School of Physical Sciences
- School of Psychology

DCU Connected - Online Education

## Alumni
Bekannte Alumni sind unter anderem:
- Rotimi Adebari (* 1964), Irlands erster schwarzer Bürgermeister, Portlaoise
- John Hourican, CEO der Bank of Cyprus
- Mark Little, Gründer von Storyful; ehemaliger CEO von Twitter Irland